# 上野優華
上野 優華（うえの ゆうか、1998年2月5日 - ）は、日本の歌手、女優、声優。
徳島県徳島市出身。ベルウッドレコード所属。

## 来歴
人見知りが激しかったが小学4年生のころ母親が応募した地元徳島のカラオケ大会に出場したことをきっかけにたくさんの人々の前で歌う楽しさを知る。3人姉妹の次女で、『POP PARADE』での発言によると姉はタヌキの置き物に似ているとのこと。
日本でいちばん一升瓶と屋台が似合う女である。
2012年、「KING RECORDS Presents Dream Vocal Audition」において、1万人を超える応募者の中を勝ち抜き、ファイナリスト最年少でグランプリ『Dream Vocalist loved by ヤングマガジン賞』を獲得し、キングレコードからメジャーデビューの切符を掴んだ。
2013年7月24日、シングル「君といた空」でデビュー。
2014年3月28日、徳島ヴォルティスの専属チアリーディング部「BLUE SPIRIT」に入部することが決定し、4月6日に「BLUE SPIRIT」の一員としてデビューした。
2016年10月14日、日本バレーボールリーグ機構は上野のオフィシャルサポーター就任を発表。
2019年「ベトナムフェスタ in 神奈川 2019」、「KANAGAWA FESTIVAL in HANOI 2019」のアンバサダーに就任。
2022年11月1日、ギタリストの北島優一と結婚したことを発表。2024年3月14日、第一子妊娠のため、4月から産休に入ることを発表。6月17日第一子出産。
2025年6月5日、第二子妊娠を発表。同年7月4日のデビュー12周年ライブ開催をもって産休。

## ディスコグラフィ

### シングル
|     | 発売日         | タイトル                                        | 最高順位 オリコン |
| --- | -------------- | ----------------------------------------------- | ----------------- |
| 1st | 2013年7月24日  | 君といた空                                      | 45位              |
| 2nd | 2013年12月11日 | Winter Kiss                                     | 98位              |
| 3rd | 2014年4月23日  | Diamond days 〜ココロノツバサ〜 ／ Dear my hero | 90位              |
| 4th | 2014年10月1日  | 好きになってもいいですか?／大切なあなた         | 47位              |
| 5th | 2015年3月18日  | 星たちのモーメント/スローモーション             | 56位              |
| 6th | 2015年10月28日 | ただ、あなたのそばで/あたたかい場所             | 59位              |
| 7th | 2016年7月13日  | 恋日記/Summer Mission                           | 21位              |
| 8th | 2017年4月26日  | 友達ごっこ                                      | 50位              |

### 配信シングル
|     | 発売日         | タイトル                   | 最高順位 オリコン |
| --- | -------------- | -------------------------- | ----------------- |
| 1st | 2018年11月23日 | I WILL LOVE                |                   |
| 2nd | 2018年12月24日 | 好きな人                   |                   |
| 3rd | 2019年12月20日 | 迷子                       |                   |
| 4th | 2020年2月5日   | あなたの彼女じゃないんだね |                   |
| 5th | 2020年3月4日   | こっちをむいて             |                   |
| 6th | 2020年12月24日 | 好きでごめん               |                   |
| 7th | 2021年3月17日  | 愛しい人、赤い糸           |                   |
| 8th | 2021年5月19日  | 好きが残った               |                   |
| 9th | 2022年3月9日   | ジャスミン                 |                   |

### アルバム
|                   | 発売日        | タイトル                                       | 最高順位 オリコン |
| ----------------- | ------------- | ---------------------------------------------- | ----------------- |
| 1st               | 2016年1月20日 | U colorful                                     | 70位              |
| 1stミニアルバム   | 2017年1月11日 | Sweet Dolce                                    | 52位              |
| 2nd               | 2018年1月17日 | U to You                                       | 49位              |
| 3rd               | 2019年1月23日 | 好きな人はあなただった                         | 37位              |
| 2ndミニアルバム   | 2020年3月18日 | 今夜あたしが泣いても                           | 63位              |
| 3rdミニアルバム   | 2021年6月9日  | ヒロインにはなれなくて                         | 41位              |
| 4th               | 2023年3月22日 | 恋愛シグナル                                   |                   |
| 1stベストアルバム | 2024年2月10日 | Bouquet of Songs -10th Anniversary BEST ALBUM- |                   |

### 参加作品
| 発売日         | 商品名                               | 歌       | 楽曲        | 備考                                     |
| -------------- | ------------------------------------ | -------- | ----------- | ---------------------------------------- |
| 2023年10月25日 | メメントモリ Lament Collection Vol.1 | 上野優華 | 「believe」 | ゲーム『メメントモリ』キャラクター専用曲 |

### その他
- 幸せの帰り路（2015年7月7日、楽曲ダウンロードシリアルコード付きの手紙と生写真を封入した1stミュージックレター[16]）
- 恋するPretty Girl（2016年10月3日、「幸せの帰り路」同様楽曲ダウンロードシリアルコード付きの手紙と生写真を封入した2ndミュージックレター）
- Nintendo Switch用ゲームソフト『ブレイブリーデフォルトII』オリジナルサウンドトラック　ボーカル参加[17]
- 夏が終わる with 上野優華(2021年8月30日) - クレイユーキーズにゲストボーカル参加。
- サントリー「こだわり酒場のレモンサワー『しょっぱうまいのが・イン・ザ・サン』篇（2023年6月18日 - ） - CMソング「シーズン・イン・ザ・サン」（TUBEの楽曲）をカバー歌唱

## タイアップ
| 曲名                            | タイアップ                                                                 |
| ------------------------------- | -------------------------------------------------------------------------- |
| 君といた空                      | 映画『トイレの花子さん 新劇場版』主題歌                                    |
| 君といた空                      | フジテレビ系『タカアンドトシの1年レストラン』エンディングテーマ            |
| ありがとうを君へ                | 愛媛朝日テレビ 『全国高等学校野球選手権大会 愛媛大会』公式テーマソング     |
| Winter Kiss                     | TBS系『スーパーサッカー』2013年12月度・2014年1月度オープニングテーマ       |
| Dear my hero                    | 映画『1/11 じゅういちぶんのいち』主題歌                                    |
| Dear my hero                    | tvk『POP PARADE』2014年3月度オープニングテーマ                             |
| Dear my hero                    | ネクステージCMソング                                                       |
| Diamond days 〜ココロノツバサ〜 | 映画『瀬戸内海賊物語』主題歌                                               |
| 夢へのキズナ                    | 徳島ヴォルティスサポートソング                                             |
| 大切なあなた                    | フジテレビ系『ほっとけない魔女たち』エンディングテーマ                     |
| 星たちのモーメント              | BSジャパン『ワカコ酒』エンディングテーマ                                   |
| 星たちのモーメント              | 東海テレビ『オトナ養成所 バナナスクール』2015年3月 - 4月エンディングテーマ |
| 幸せの帰り路                    | テレビアニメ『ワカコ酒』主題歌                                             |
| ただ、あなたのそばで            | テレビドラマ『南くんの恋人〜my little lover』エンディングテーマ            |
| あたたかい場所                  | 映画『いしゃ先生』主題歌                                                   |
| やくそく                        | 2016/17 Vリーグオフィシャルソング                                          |
| 友達ごっこ                      | ドラマ・映画『トモダチゲーム』エンディングテーマ                           |
| 光                              | 2017/18 Vリーグオフィシャルソング                                          |
| おはよう                        | テレビ東京『プレミアMelodiX!』2018年1月度エンディングテーマ                |
| おはよう                        | tvk『ミュートマ2』2018年1月度金曜エンディングテーマ                        |
| おはよう                        | チバテレ『シャキット！』2018年1月度エンディングテーマ                      |
| しるし -cover-                  | tvk 『ミュートマ2』2018年度1月オープニングテーマ                           |
| 思い届け、キミに                | 富士見パノラマリゾート 2017-2018 テーマソング                              |
| 冬色シルエット                  | 富士見パノラマリゾート 2019-2020 テーマソング                              |

## 出演

### 映画
- トイレの花子さん 新劇場版（2013年） - 主演・長沢さよ 役
- 1/11 じゅういちぶんのいち（2014年4月5日、東京テアトル） - 篠森仁菜 役
- 心霊写真部 劇場版（2015年5月30日、キャンター） - リリ 役
- 流れ星が消えないうちに（2015年11月21日）
- いしゃ先生（2016年1月9日） - 志田周子のアシスタント 役[19]
- 復讐したい（2016年3月5日） - 角田恭子 役
- 燐寸少女（2016年5月28日） - 蝶野葉子 役
- 白鳥麗子でございます! THE MOVIE（2016年6月11日） - 善導寺うずまき 役
- 海すずめ（2016年7月2日） - 渡部美咲 役
- はらはらなのか。（2017年4月1日） - ユウカ 役
- ヴァンパイアナイト（2017年5月6日） - 雪村美和 役[23]
- トモダチゲーム（2017年6月3日） - 水瀬マリア 役[20]
  - トモダチゲーム 劇場版FINAL（2017年9月2日） - 水瀬マリア 役[20]
- 人狼ゲーム インフェルノ（2018年4月7日） - 浅見ルナ 役

### テレビドラマ
- 博多ステイハングリー（2014年4月2日 - 10月1日、テレビ西日本） - 稲見静香 役
- ほっとけない魔女たち（2014年9月1日 - 10月31日、東海テレビ） - 村田香織 役
- ワカコ酒（BSジャパン）
  - Season1 第5話・第8話・第12話（2015年2月5日・26日・3月26日） - ユリカ 役
  - Season5 第3話（2020年4月20日） - 「灯屋酒処Anji」アルバイト店員 役
- 白鳥麗子でございます!（2016年1月 - 3月、メ〜テレ） - 善導寺うずまき 役
- 南くんの恋人〜my little lover（2016年2月2日、フジテレビ） - ダンス部後輩 役（上野優華として歌唱）
- 男と女のミステリー時代劇「婿入り試験」（2016年7月5日、BSジャパン） - 黒田花、黒田菊 役
- トモダチゲーム（2017年4月6日 - 4月27日、tvk） - 水瀬マリア 役[20]
- 人狼ゲーム ロストエデン（2018年1月 - 、tvk） - 浅見ルナ 役

### テレビアニメ
- ワカコ酒 - 店員、女性客 役

### ゲーム
- Song of Memories（2016年春、PlayStation 4） - TSUKASA 役[24]

### テレビ番組
- POP PARADE（テレビ神奈川） - 上野優華のかながわ階段紀行 出演
- ミュートマ2（テレビ神奈川） - 上野優華の20歳までにしたい10のコト!! 主演
- 関内デビル（2019年1月21日、テレビ神奈川） - ゲスト
- マチコミ（2019年1月22日、テレビ埼玉） - ゲスト生出演
- 熱波（2019年1月24日、テレビ埼玉） - ゲスト
- ゴジカル!（四国放送）
  - （2015年8月13日・2019年1月28日・2020年3月9日・2021年4月5日） - ゲスト生出演
  - （2020年4月24日） - 「遠くdeトーク」リモート生出演
  - （2021年3月9日） - 「四国放送まつりに出演したアーティストに思い出を語ってもらうシリーズ」VTR出演
- ZOOM UP! ～Chill Out～（2019年1月28日 - 2月1日、MUSIC ON! TV） - ゲスト
- Love Music（2019年2月3日、フジテレビ） - 動画コーナー「サキガケ！インスタントmovies！」
- 新譜紹介 New Order（2019年2月22日、ミュージックジャパンTV） - ゲスト
- 青春音楽バラエティ吉井さん ～オヤジの音楽狩り～（テレビ神奈川）
  - 「上野優華のアナウンサーへの道」（2019年4月 - 2019年10月）
  - 「角打ちゆうか」（2019年11月 - 2020年3月）
- 上野優華の角打ちゆうか（2020年4月3日 - 2023年3月24日、テレビ神奈川）
- とく6徳島（2021年4月6日、NHK徳島放送局） - 「とく6トーク」ゲストVTR出演
- おもひで屋台ゆうか（2023年4月7日 - 2024年3月29日、テレビ神奈川）[25][26]

### ラジオ番組
- Wake Up You-Ka（2014年4月1日 - 、エフエム徳島）
- 上野 優華の優YOU学院(放送部)（2014年4月2日 - 、エフエム福岡）
- 太田英明と上野優華のMUSIC NEO（2014年10月4日 - 2015年3月28日、文化放送）
- YAMAMAN presents MUSIC SALAD FROM U-kari STUDIO（2017年6月1日 - 、bayfm） - 木曜DJ[27][28]
- NEW YEAR RADIO（2019年1月3日、＠FM） - コメント
- FRIDAY ON LINE（2019年1月4日、FM徳島） - 電話生出演
- miracle!（2019年1月8日、bayfm） - コメント
- SUNDAY PUNCH★（2019年1月13日、FM FUJI） - ゲスト生出演
- Nutty Radio Show THE魂（2019年1月17日、FM NACK5） - ゲスト生出演
- 小柳ゆき I'm Fun Area（2019年1月18日、FM FUJI） - ゲスト生出演
- カメレオンパーティー（2019年1月20日、FM NACK5） - ゲスト生出演
- Lagan de Talk！（2019年1月20日・27日、bayfm）
- Memories&Discoveries（2019年1月23日、JFN） - 選曲&コメント
- fine‼︎（2019年1月23日、TBSラジオ） - ゲスト生出演
- FRIDAY GOES ON（2019年1月25日、JFN）- ゲスト生出演
- FANTASY RADIO（2019年1月25日、NACK5） - ゲスト生出演
- となりのラジオ（2019年1月28日・2021年4月5日、四国放送ラジオ） - ゲスト生出演
- T-Joint（2019年1月28日・2021年4月5日、FM徳島） - ゲスト生出演
- 4SEASONS（2019年1月29日、Kiss FM） - ゲスト生出演
- LOVE FLAP（2019年1月29日、FM OH!） - ゲスト生出演
- 走れ歌謡曲（2019年1月30日、文化放送）ゲスト出演
- …LOVE MUSIC（2019年2月1日、TBC東北放送） - コメント
- Hit Hit Hit！（2019年2月1日、FM NACK5） - コメント
- 太田英明のMUSIC NEO（2019年2月2日、文化放送） - ゲスト
- ゲツキンラジオぱんぱかぱ～ん♪（2019年2月4日、YBC山形放送） - コメント
- ADVANCE FOLDER（2019年2月5日、ラヂオ盛岡） - コメント
- Groovin’J（2019年2月6日、ラジオスリー） - コメント・オンエア
- MAGIC（2019年2月7日、エフエム山形） - コメント
- アフター6ジャンクション（2019年2月7日、TBSラジオ） - ゲスト
- 上野優華の華金！（2019年2月8日、FM徳島）
- AVALON（2019年2月8日、J-WAVE） - コメント
- tracks（2019年2月9日・12日、DateFM） - ナビゲーター
- SCK（サブカルキングダムZ）（2019年2月9日、ZIP-FM） - コメント
- STEP ONE（2019年2月12日 - 14日、J-WAVE）
- J-HITS RADI×MATION（2019年2月12日、ラジオ大阪） - ゲスト
- Daily Café（2019年2月13日、FMいずみ） - コメント
- Posh!（2019年2月15日、FM岩手） - コメント

### 舞台
- ストレートプレイ・ミュージカル「うたかふぇ」（2015年7月3日 - 7月12日、サンシャイン劇場）[29]